# Silke Höppner
Silke Höppner (* 1966 in Dresden) ist eine deutsche Malerin und Grafikerin.

## Leben
Höppner erlernte von 1982 bis 1985 den Beruf der Laborantin in Dresden und Güstrow. Danach absolvierte sie bis 1989 ein Ingenieurstudium der Lebensmittelchemie und Mikrobiologie in Halberstadt. 1989 bis 1991 ist sie als Mitarbeiterin in der Galerie an Domhof in Zwickau tätig. Von 1991 bis 1997 studierte sie an der Hochschule für Bildende Künste Dresden in der Fachrichtung Malerei und Grafik bei Siegfried Klotz und Ralf Kerbach. Von 2000 bis 2002 ist sie Meisterschülerin bei Ralf Kerbach und ab 2008 freischaffend als Malerin in Dresden tätig. Höppner lebte und arbeitete im Künstlerhaus Dresden.

## Stipendien und Preise
- 1995 Preisträgerin der deutschen UNESCO-Kommission „internationales Jahr der Toleranz“
- 1997 Kunstpreis der Stadt Riesa
- 1998 Atelierstipendium der SRS GmbH auf Schloß Scharfenberg
- 2000 Internationales Symposium des Ateliers Otto Niemeyer-Holstein, Usedom
- 2001 Ernst-Rietschel-Stipendium Pulsnitz
- 2010 Symposium auf Schloss Königstein, Sächsische Schweiz

## Ausstellungen
- 1996 Senatssaal der Hochschule für bildende Künste Dresden (mit Sebastian Hennig und Hanif Lehmann)
- 2001 Käthe-Kollwitz Haus, Moritzburg
- 2002 Ernst-Rietschel-Kulturring. Pulsnitz
- 2004 Galerie Rahmen und Bild, Dresden
- 2005 Galerie Budissin, Bautzen
- 2009 Orangerie Barockgarten Großsedlitz
- 2010 Sächsische Landesärztekammer, Dresden
- 2011 Projektraum Neue Galerie, Städtische Galerie Dresden
- 2016 Palazzo Albrizzi, Venedig
- 2017 Galerie Holger John, Dresden
- 2018 Kunstgalerie KG 13, Dresden